# Fuerte romano de Castleshaw
El fuerte romano de Castleshaw fue un fuerte romano situado en la provincia romana de Britania, en Gran Bretaña. Se ha sugerido que el fuerte romano de Castleshaw estuvo en el mismo lugar que la población brigantia de Rigodunum. Los restos del fuerte se hallan en Castle Hill, que en inglés significa «Colina del Castillo», en la parte oriental del valle de Castleshaw, a los pies de los páramos escarpados de Standedge pero con vistas sobre el valle. La colina se encuentra a las afueras de Castleshaw, una aldea situada en el Gran Mánchester, en Inglaterra, Reino Unido. El fuerte fue construido sobre el año 79 pero fue abandonado en algún momento de los años 90. Fue reemplazado por un fuerte más pequeño construido hacia el año 105, alrededor del cual se estableció un asentamiento civil o vicus. Podría haber servido como centro logístico y administrativo, aunque fue abandonado en los años 120.
El lugar ha sido objeto de investigaciones por parte de anticuarios y arqueólogos desde el siglo XVIII. El asentamiento civil fue descubierto en los años 1990. El fuerte, el fortín y el asentamiento están protegidos como Monumento antiguo planificado (Scheduled Ancient Monument), reconociendo su importancia como un yacimiento arqueológico o construcción histórica «de importancia nacional», protegiéndolo frente a cambios sin autorización.

## Localización
El fuerte y el fortín de Castleshaw estaban situados en una elevación de pizarra localizada en la parte oriental del valle de Castleshaw, bajo Standedge, que forma parte de la cordillera de los Peninos en el Norte de Inglaterra. El lugar ofrece claras vistas de la parte superior e inferior del valle, aunque es superado por elevaciones superiores en todas direcciones. Se encuentra en un lugar remoto y expuesto en la calzada romana que iba de Deva Victrix (la actual Chester) a Eboracum (York). La calzada cruza los Peninos y Standedge por donde la zona es más baja y estrecha, creando un paso transversal que habría sido guardado por el fuerte de Castleshaw. Los fuertes más cercanos eran los de Mamucium (Mánchester), a unos 26 kilómetros al oeste, y el de Slack, unos 13 kilómetros al este, ambos en la línea de la calzada romana. Es posible que también hubiese un fortín o puesto de señales en Worlow, entre Slack y Castleshaw. El fortín posterior está en el mismo sitio que el fuerte original.

## Historia

### Periodo romano

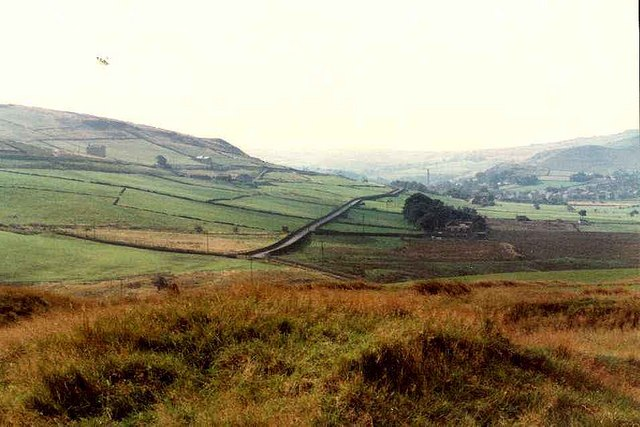
Vista desde el fuerte romano de Castleshaw.

El fuerte de Castleshaw fue construido sobre el año 79 con turba y madera, y guardaba la calzada romana de Deva Victrix (la actual Chester) a Eboracum (York). Debido a que el lugar está protegido al tener el estatus de Monumento antiguo planificado, no ha sido posible excavar el fuerte, a pesar de que zanjas anteriores habían demostrado que el fuerte tuvo dos fases constructivas. Se conoce la situación del granero, los establos, el principia, el pretorio y seis edificios largos y estrechos que podrían ser talleres o almacenes. El fuerte era pequeño, probablemente albergó unos 500 soldados y una cohorte auxiliar, y fue abandonado a mediados de los años 90. Para impedir que las estructuras defensivas pudieran caer en manos potencialmente hostiles o ser usadas contra Roma, el fuerte fue desmantelado.
El fuerte original fue reemplazado por un fortín, también construido usando turba y madera, en el año 105. Aunque el fortín fue erigido en el mismo sitio que el fuerte, no se usaron las mismas zanjas de los cimientos. Hubo dos fases de construcción para el fortín, la segunda —datada sobre el año 120— contaba con puertas, un horno, un pozo, un granero, un hipocausto, un taller, unos barracones, pretorio, un juzgado y posiblemente una letrina. Los barracones podían albergar 48 soldados, y contando incluso a los funcionarios y el personal administrativo, la guarnición del fortín no sobrepasaría las 100 personas. La primera fase ocupaba los mismos lugares que la segunda. Las defensas del fortín —como las de la mayoría de los fortines— estaban diseñadas para resistir ataques de brigantes o del enemigo hasta la llegada de refuerzos procedentes del ejército principal más que para resistir un ataque decidido. A principios del siglo II se desarrolló un asentamiento civil o vicus alrededor del fortín. Probablemente allí vivirían quienes se beneficiaban del comercio e intercambio con la guarnición del fortín y quienes dependían de los soldados. Desde entonces, es poco probable que una guarnición de menos de cien hombres pudiera haber mantenido un vicus, por lo que se ha sugerido que el castra fue un fortín «comercial», siendo el centro administrativo y logístico de parte del ejército romano. El vicus podría haberse mantenido con la llegada regular de soldados para recaudar pagos y recoger órdenes. El fortín fue abandonado a mediados de los años 120. El fuerte y el fortín de Castleshaw fueron sustituidos por los fuertes vecinos de Mánchester y Slack. El vicus fue abandonado al mismo tiempo que el fortín dejó de ser empleado.
Según Claudio Ptolomeo, había una ciudad llamada Rigodunum, que pertenecía a los brigantes, cerca del lugar donde se encuentra Castleshaw. Rigodunum significa «fuerte real». A pesar de que se ha sugerido que Castleshaw es el lugar donde se encontraba el asentamiento de los brigantes, no hay pruebas que apoyen esta teoría. Improntas encontradas en dos tégulas, procedentes de la fábrica romana de Grimescar Wood, cerca de Huddersfield, sugieren que el fortín era mantenido por la III Cohorte Bracaraugustanorum de Panonia, que tal vez incluso se guarneció en él en una etapa. Se han encontrado improntas similares en los fuertes de Mánchester, Slack y Ebchester, indicando que estos fuertes estaban relacionados.

### Periodo postromano
Después de ser abandonado por los romanos, el fuerte de Castleshaw fue redescubierto por el anticuario Thomas Percival en 1752. Los restos estaban en bastante buen estado como para permitirle dibujar un plano. Perceval comentó que estaba «contento por haber encontrado un doble campamento romano». También remarcó que la calzada romana que iba desde Mánchester al este por los Peninos era «el mejor resto de calzada romana en Inglaterra que había visto nunca». El lugar fue dañado por los cultivos en los siglos XVIII y XIX, ya que estaba situado en una de las áreas que mejor se drena del valle. En 1897, un anticuario y poeta local, Ammon Wrigley, cavó varias zanjas en el yacimiento. No registró los resultados de sus excavaciones y se continuó cavando de forma intermitente hasta 1907. Ese mismo año el lugar fue comprado con la intención de organizar una excavación y un estudio del lugar, llevándose a cabo entre 1907 y 1908 bajo la supervisión de Francis Bruton, quien recientemente había participado en la excavación de Mamucium. La tierra extraída de la excavación de 1907-1908 no se niveló y se dejaron una serie de restos modernos desorientadores en el interior del yacimiento.
En los periodos 1957-1961 y 1963-1964, se llevaron a cabo más excavaciones bajo la supervisión de la Universidad de Mánchester. Entre 1984 y 1988, la Unidad Arqueológica del Gran Mánchester (Greater Manchester Archaeological Unit) efectuó excavaciones y restauraciones en el yacimiento. Un grupo a cargo del profesor Barri Jones —experto en la Britania romana— fue elegido para coordinar el trabajo. North West Water, empresa propietaria del lugar en aquel momento, aseguró que el área no sería usada con fines agrícolas. En un intento de hacer el lugar accesible al público, el contorno del fuerte y del fortín se delimitó con montículos de poca altura y se montó un centro educativo en las cercanías. El área exterior al fuerte se investigó por primera vez entre 1995 y 1996; los arqueólogos estuvieron buscando un asentamiento civil o vicus asociado al fuerte. Los estudios encontraron un asentamiento de forma triangular situado al sur del fuerte. El vicus también está catalogado como Monumento antiguo planificado junto al fuerte y al fortín.

## Trazado

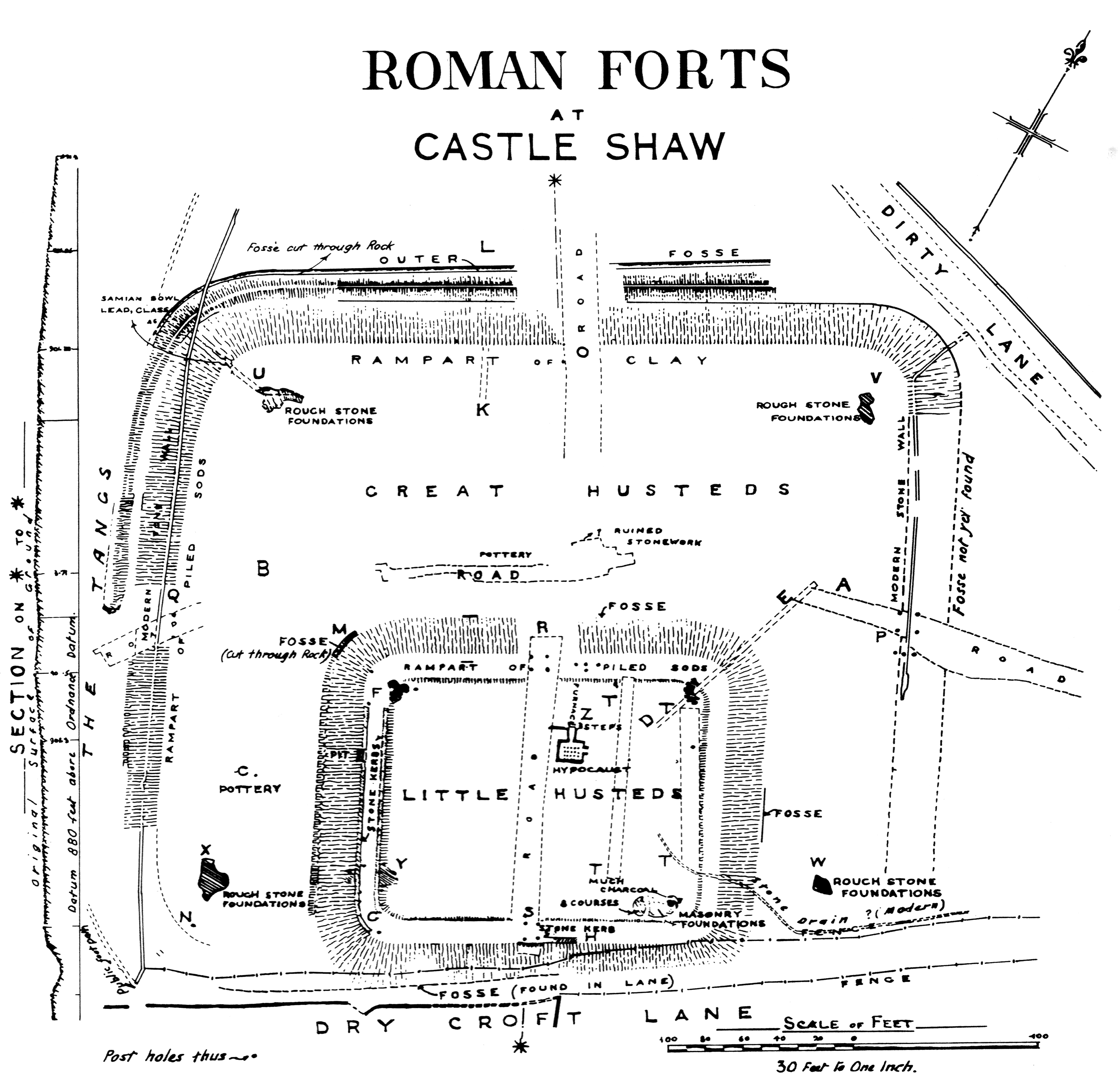
Plano del fuerte romano de Castleshaw dibujado por el anticuario Francis Bruton.

El fuerte era de forma rectangular, con lados de 115 y de 100 metros, cubriendo una superficie aproximada de 1,2 hectáreas. El fortín fue construido sobre la parte sur del fuerte, dificultando descubrir qué había debajo. Sin embargo, ha sido posible establecer que los edificios de los barracones estaban en la parte este del fuerte, un granero en el norte, y el principia y el pretorio en el suroeste.
El fortín también era rectangular, con los lados de 50 y 40 metros de longitud, y una superficie de unos 1950 metros cuadrados. Originalmente se pensó en rodearlo con una zanja púnica, pero las investigaciones revelaron que hubo dos zanjas separadas por una distancia de unos dos metros entre ambas. La interior tenía unas dimensiones de 3,9 metros de ancho y 1,3 metros de hondo, mientras que la exterior medía 2,5 metros de ancho y 0,9 metros de profundidad. Una zanja púnica es una zanja defensiva en forma de «V» con uno de los lados más empinado que el otro; las zanjas que rodeaban el fortín tenían una cara exterior con un desnivel con un ángulo de 27°, mientras que en la cara interior el ángulo del desnivel era de 69°. La muralla, o terraplén, situada entre las dos zanjas solo tenía 0,5 metros de altura en su punto más elevado. Estaba construida con turba, con arcilla arenosa en la parte superior y con cimientos de escombros. Las murallas del sur del fortín se encontraban sobre las pequeñas murallas del fuerte. No se sabe si el fortín contaba con torres en las esquinas, no quedan pruebas aparte de un único hueco de poste, aunque solo las esquinas norte y este han sobrevivido en buenas condiciones. Había dos puertas, una en el norte y otra en el sur.
El asentamiento civil se encontraba al sur de las defensas del fortín. No se conoce con exactitud la extensión del vicus, pero las catas han indicado que probablemente tenía 12 metros de este a oeste y entre 25 y 35 metros hacia el sur.